# 朱長齡
朱長齡，金庸武俠小說《倚天屠龍記》中的反派人物，江湖人稱「驚天一筆」，使的兵器是判官筆。
最大絕學是雲南大理段氏獨家武學「一陽指」，運起週身內力集於指尖，氣度雍容，一指克敵。

## 人物
他有一女兒，名叫朱九真。
曾施苦肉計，使張無忌信任他，希望張無忌帶他去冰火島，以一舉奪得屠龍刀。
但卻被張無忌識穿，纠缠之际一同跌落山崖。
後欲学习张无忌钻过山洞逃生，因山洞窄小，嵌在其中进退不得，虽然脱困，但已挤断了肋骨。
五年后暗算练成九阳神功的张无忌，致使张跌下悬崖，自己则为九阳神功经书而再次钻洞，但因不会缩骨之法最终进退不得活活困死。

## 影視形象
- 何壁堅：1978香港無綫電視《倚天屠龙记》
- 易原：1984台灣電視公司《倚天屠龙记》
- 譚炳文：1986香港無綫電視《倚天屠龙记》
- 金石：1994台灣電視公司《倚天屠龙记》
- 華忠男：2001香港無綫電視《倚天屠龙记》
- 李慶祥：2003亞環影音《倚天屠龙记》